# Thiện Hội
Thiện Hội (? -900), tự gọi là Tổ Phong, tu tại chùa Định Thiền  làng Siêu Loại . Người làng Điển Lãnh, là đời (hay thế hệ) thứ 2, dòng Vô Ngôn Thông.

## Cơ duyên và hành trạng
Thiện Hội lúc nhỏ xuất gia với sư Tiệm Nguyên tại chùa Đông Lâm cùng làng. Sư rảo khắp cõi ngoài, cầu học Thiền chỉ. Khi đến chùa Kiến Sơ gặp Thiền sư Cảm Thành bèn xin ở lại và hầu hạ Cảm Thành hơn mười năm.
Một hôm Sư vào thất hỏi: "Trong kinh nói: Đức Thích Ca Như Lai, nhân địa tu hành trải qua ba tăng kỳ kiếp mới được thành Phật, nay Đại đức lại luôn luôn bảo: Tức tâm tức Phật. Tôi thật chưa hiểu, xin một phen khai thị cho."
Cảm Thành hỏi: "Trong kinh đó là do ai nói?" Sư thưa: "Há chẳng phải Phật nói sao?"
Thành hỏi: "Nếu là Phật nói thì tại sao trong kinh Văn Thù bảo: Ta ở đời 49 năm, chưa từng nói một chữ cho ai. Vả lại cổ đức nói: Người tìm văn lấy chứng, thì thêm vướng mắc. Người khổ hạnh cầu Phật thì đều lầm mê. Người lìa tâm cầu Phật là ngoại đạo. Người chấp tâm tức Phật là ma."
Sư hỏi: "Như vậy tâm này là cái gì? Cái chẳng phải Phật là cái gì? Như vậy tâm này là Phật gì?"
Thành đáp: "Xưa có người hỏi Mã Tổ: Tâm tức là Phật, cái nào là Phật?. Mã Tổ dạy: Ông nghĩ cái nào không phải là Phật chỉ ra xem?. Người ấy không trả lời. Tổ dạy Hiểu được khắp nơi có, không hiểu mãi xa sai. Chỉ một câu thoại đầu nầy, ngươi lại hiểu chưa?"
Nghe lời đó xong, Sư thưa: "Con đã hiểu rồi." Thành hỏi: "Ngươi hiểu như thế nào?"
Sư thưa: "Khắp cả mọi nơi, không chỗ nào là chẳng phải tâm Phật." Nói xong Sư liền sụp xuống lạy.
Cảm Thành bảo: "Cần phải làm thế a?"
Nhân đó đặt tên cho Sư là Thiện Hội.
Thiền sư Thiện Hội mất tại chùa Định Thiền, năm Canh thân, Đường Quang Hoá thứ 3 (900).